# Anna Szántó
Dans le nom hongrois Szántó, le nom de famille précède le prénom, mais cet article utilise l’ordre habituel en français Szántó, où le prénom précède le nom.
Pour les articles homonymes, voir Szántó.
Anna Szántó, née le 24 novembre 1966 à Mátészalka dans le comitat de Szabolcs-Szatmár-Bereg, est une handballeuse hongroise.
Internationale hongroise à compter de 1987, elle termine à la 4e place de l'Euro 1994 puis s'incline en finale du Championnat du monde 1995. Elle participe ensuite aux Jeux olympiques de 1996 à Atlanta où elle remporte la médaille de bronze après avoir joué quatre matchs et marqué sept buts.

## Palmarès

### En équipe nationale
- 4e place au Championnat d'Europe 1994
- médaillée d'argent au Championnat du monde 1995
- médaillée de bronze aux Jeux olympiques de 1996

### En club
Compétitions internationales
- Finaliste de la Coupe de l'IHF (C3) en 1986
- Finaliste de la Coupe des vainqueurs de coupe (C2) (2) en 1990 et 1992

Compétitions nationales
- Championnat de Hongrie
  - Vainqueur (1) : 1987
  - Finaliste (3) : 1985, 1989, 1990
- Coupe de Hongrie
  - Vainqueur (5) : 1985, 1987, 1989, 1990, 1991
  - Finaliste (2) : 1983, 1988